# Europejski Puchar Mistrzów w brydżu sportowym
Europejski Puchar Mistrzów w brydżu sportowym (The European Champions’ Cup) – zawody brydżowe między mistrzami krajów federacji zrzeszonych w EBL. Aktualnie zawode te są organizowane corocznie.

## Podsumowanie medalowe
Poniższa tabela pokazuje zdobycze medalowe poszczególnych krajów.
Po najechaniu kursorem nad liczbę medali wyświetli się wykaz zawodów (następna tabela), na których te medale zostały zdobyte.
| Podsumowanie medalowe | Podsumowanie medalowe | Podsumowanie medalowe | Podsumowanie medalowe | Podsumowanie medalowe | Podsumowanie medalowe |
| F                     | Kraj                  | Złotych               | Srebrnych             | Brązowych             |                       |
| --------------------- | --------------------- | --------------------- | --------------------- | --------------------- | --------------------- |
| Włochy                | Włochy                | 11                    | 2                     | 3                     |                       |
| Holandia              | Holandia              | 1                     | 3                     | 1                     |                       |
| Niemcy                | Niemcy                | 1                     | 2                     | 1                     |                       |
| Polska                | Polska                | _00_02_01_Polska      | 2                     | 1                     |                       |
| Bułgaria              | Bułgaria              | _00_01_02_Bułgaria    | 1                     | 2                     |                       |
| Dania                 | Dania                 | _00_01_01_Dania       | 1                     | 1                     |                       |
| Szwecja               | Szwecja               | _00_01_01_Szwecja     | 1                     | 1                     |                       |
| Izrael                | Izrael                | _00_01_00_Izrael      | 1                     |                       |                       |
| Monako                | Monako                | _00_00_01_Monako      |                       | 1                     |                       |
| Norwegia              | Norwegia              | _00_00_01_Norwegia    |                       | 1                     |                       |
| Rosja                 | Rosja                 | _00_00_01_Rosja       |                       | 1                     |                       |
| Razem                 | Razem                 | 13                    | 13                    | 13                    |                       |

## Wyniki zawodów
| Miejsca medalowe oraz drużyn z Polski | Miejsca medalowe oraz drużyn z Polski                         | Miejsca medalowe oraz drużyn z Polski |
| Lp                                    | Miejsce                                                       | Zespół i skład |
| ------------------------------------- | ------------------------------------------------------------- | --- |
| 13:                                   | 2014, 13–15 listopada, Mediolan, (Włochy), 11 zespołów        | 2014, 13–15 listopada, Mediolan, (Włochy), 11 zespołów                                                                                           |
| 13:                                   | 1                                                             | G.S. Allegra Norberto Bocchi, Massimiliano Di Franco, Giorgio Duboin, Agustin Madala, Gabriele Zanasi                                            |
| 13:                                   | 2                                                             | Bamberger Reiter Michael Gromoeller, Jörg Fritsche, Helmut Häusler, Andreas Kirmse, Josef Piekarek, Alexander Smirnov                            |
| 13:                                   | 3                                                             | Schaltz Peter Schaltz, Knut Blakset, Lars Blakset, Mathias Bruun, Dorthe Schaltz, Martin Schaltz                                                 |
| 13:                                   | 5                                                             | Ruch Sa Wroclaw POL Stanisław Gołebiowski, Aleksandr Dubinin, Piotr Gawryś, Andriej Gromow, Michał Klukowski, Włodzimierz Starkowski             |
| 12:                                   | 2013, 14-17 listopada, Opatija, (Chorwacja), 12 zespołów      | 2013, 14-17 listopada, Opatija, (Chorwacja), 12 zespołów                                                                                         |
| 12:                                   | 1                                                             | G.S. Allegra Maria Teresa Lavazza, Norberto Bocchi, Giorgio Duboin, Guido Ferraro, Agustin Madala, Antonio Sementa                               |
| 12:                                   | 2                                                             | K1 Iwan Nanew, Wiktor Aronow, Diana Damjanowa, Rosen Gunew, Julijan Stefanow                                                                     |
| 12:                                   | 3                                                             | Ruch SA AZS Politechnika Wroclaw Stanisław Gołębiowski, Piotr Gawryś, Michał Klukowski, Michał Kwiecień, Włodzimierz Starkowski, Piotr Tuczyński |
| 11:                                   | 2012, 15-18 listopada, Ejlat, (Izrael), 12 zespołów           | 2012, 15-18 listopada, Ejlat, (Izrael), 12 zespołów                                                                                              |
| 11:                                   | 1                                                             | Włochy G.S. Allegra: · Norberto Bocchi, Giorgio Duboin, Guido Ferraro, Maria Teresa Lavazza, Agustin Madala, Antonio Sementa                     |
| 11:                                   | 2                                                             | Włochy Angelini: · Francesco Angelini, Leonardo Cima, Benito Garozzo, Valerio Giubilo, Lorenzo Lauria, Alfredo Versace                           |
| 11:                                   | 3                                                             | Monako Monaco FM: · Fulvio Fantoni, Geir Helgemo, Tor Helness, Franck Multon, Claudio Nunes, Pierre Zimmermann                                   |
| 11:                                   | 9                                                             | Polska CONSUS Kalisz: · Dominik Filipowicz, Marian Kupnicki, Leszek Majdański, Krzysztof Martens, Piotr Żak, Jerzy Zaremba                       |
| 10:                                   | 2011, 17..20 listopada, Bad Honnef, (Niemcy), 12 zespołów     | 2011, 17..20 listopada, Bad Honnef, (Niemcy), 12 zespołów                                                                                        |
| 10:                                   | 1                                                             | G.S. Allegra - Italy Norberto Bocchi, Giorgio Duboin, Guido Ferraro, Agustin Madala, Antonio Sementa, Maria Teresa Lavazza                       |
| 10:                                   | 2                                                             | BC `T Onstein 1 - Netherlands Sjoert Brink, Bas Drijver, Bauke Muller, Simon de Wijs                                                             |
| 10:                                   | 3                                                             | Vito - Bulgaria Rosen Gunew, Kalin Karaiwanow, Iwan Nanew, Weliczka Rusewa, Toni Rusew                                                           |
| 10:                                   | 5                                                             | Auguri Warsaw - Poland Krzysztof Buras, Zdzisław Ingielewicz, Jacek Kalita, Marcin Leśniewski, Grzegorz Narkiewicz, Jacek Pszczoła               |
| 9:                                    | 2010, 11..14 listopada, Izmir, (Turcja), 12 zespołów          | 2010, 11..14 listopada, Izmir, (Turcja), 12 zespołów                                                                                             |
| 9:                                    | 1                                                             | Onstein – Netherlands Sjoert Brink, Bas Drijver, Bauke Muller, Simon de Wijs                                                                     |
| 9:                                    | 2                                                             | Angelini – Italy Francesco Angelini, Boye Brogeland, Fulvio Fantoni, Geir Helgemo, Tor Helness, Claudio Nunes                                    |
| 9:                                    | 3                                                             | Matushko – Russia Siergiej Draczow, Andriej Gromow, Jurij Chiuppenen, Jurij Chochłow, Wadim Chołomiejew, Gieorgij Matuszko                       |
| 9:                                    | 6                                                             | Auguri – Poland Krzysztof Buras, Bartosz Chmurski, Jacek Kalita, Krzysztof Kotorowicz, Grzegorz Narkiewicz, Mariusz Puczyński                    |
| 8:                                    | 2009, 15..18 października, Paryż, (Francja), 12 zespołów      | 2009, 15..18 października, Paryż, (Francja), 12 zespołów                                                                                         |
| 8:                                    | 1                                                             | Angelini – Italy Francesco Angelini, Fulvio Fantoni, Valerio Giubilo, Lorenzo Lauria, Claudio Nunes, Alfredo Versace                             |
| 8:                                    | 2                                                             | BCBR – Germany Michael Elinescu, Michael Gromoeller, Helmut Häusler, Josef Piekarek, Alexander Smirnov, Entscho Wladow                           |
| 8:                                    | 3                                                             | BKSE – Sweden Peter Bertheau, Per-Ola Cullin, Fredrik Nyström, Johan Upmark, Arvid Wikner, Frederic Wrang                                        |
| 7:                                    | 2008, 6..11 listopada, Amsterdam, (Holandia), 12 zespołów     | 2008, 6..11 listopada, Amsterdam, (Holandia), 12 zespołów                                                                                        |
| 7:                                    | 1                                                             | Parioli – Italy Francesco Angelini, Fulvio Fantoni, Lorenzo Lauria, Claudio Nunes, Alfredo Versace, Ercole Bove                                  |
| 7:                                    | 2                                                             | BS – Netherlands Remco Bruggemann, Jacco Hop, Hans Kelder, Marion Michielsen, Marcel Winkel, Henk Willemsens                                     |
| 7:                                    | 3                                                             | BCQ – Bulgaria Wiktor Aronow, Rosen Gunew, Władimir Michow, Julijan Stefanow, Ilija Wasilew, Iwan Nanew                                          |
| 6:                                    | 2007, 8..11 listopada, Wrocław, (Polska), 12 zespołów         | 2007, 8..11 listopada, Wrocław, (Polska), 12 zespołów                                                                                            |
| 6:                                    | 1                                                             | Parioli – Italy Francesco Angelini, Dano De Falco, Fulvio Fantoni, Lorenzo Lauria, Claudio Nunes, Alfredo Versace                                |
| 6:                                    | 2                                                             | SAPW – Poland Cezary Balicki, Aleksandr Dubinin, Andriej Gromow, Wojciech Olański, Włodzimierz Starkowski, Adam Żmudziński                       |
| 6:                                    | 3                                                             | BR – Germany Michael Elinescu, Tomasz Gotard, Andreas Kirmse, Josef Piekarek, Entscho Wladow, Michael Gromoeller                                 |
| 6:                                    | 4                                                             | Ekoap – Poland Konrad Araszkiewicz, Krzysztof Buras, Krzysztof Jassem, Marian Kupnicki, Leszek Majdański, Grzegorz Narkiewicz                    |
| 5:                                    | 2006, 12..15 października, Rzym, (Włochy), 12 zespołów        | 2006, 12..15 października, Rzym, (Włochy), 12 zespołów                                                                                           |
| 5:                                    | 1                                                             | BBC – Germany Michael Elinescu, Tomasz Gotard, Andreas Kirmse, Josef Piekarek, Entscho Wladow, Michael Gromoeller                                |
| 5:                                    | 2                                                             | TLR – Netherlands Sjoert Brink, Bas Drijver, Bauke Muller, Vincent Ramondt, Simon de Wijs, Berry Westra                                          |
| 5:                                    | 3                                                             | Bcat – Italy Mario D'Avossa, Norberto Bocchi, Giorgio Duboin, Guido Ferraro, Agustin Madala, Antonio Vivaldi                                     |
| 5:                                    | 6                                                             | Mragowia SI – Poland Bogusław Gierulski, Wojciech Glinka, Jerzy Skrzypczak, Leszek Sztyrak, Piotr Żurakowski, Mirosław Cichocki                  |
| 4:                                    | 2005, 13..16 października, Bruksela, (Belgia), 12 zespołów    | 2005, 13..16 października, Bruksela, (Belgia), 12 zespołów                                                                                       |
| 4:                                    | 1                                                             | Parioli – Italy Francesco Angelini, Fulvio Fantoni, Lorenzo Lauria, Claudio Nunes, Antonio Sementa, Alfredo Versace                              |
| 4:                                    | 2                                                             | Schaltz – Denmark Mathias Bruun, Søren Christiansen, Peter Fredin, Dorthe Schaltz, Martin Schaltz, Peter Schaltz                                 |
| 4:                                    | 3                                                             | Bcat – Italy Mario D'Avossa, Norberto Bocchi, Stelio Di Bello, Giorgio Duboin, Guido Ferraro, Maria Teresa Lavazza                               |
| 4:                                    | 7                                                             | Csto – Poland Mirosław Cichocki, Bogusław Gierulski, Roman Kierznowski, Krzysztof Pikus, Jerzy Skrzypczak, Leszek Sztyrak, Zbigniew Rogowski     |
| 3:                                    | 2004, 7..10 Października, Barcelona, (Hiszpania), 12 zespołów | 2004, 7..10 Października, Barcelona, (Hiszpania), 12 zespołów                                                                                    |
| 3:                                    | 1                                                             | Parioli – Italy Francesco Angelini, Fulvio Fantoni, Lorenzo Lauria, Claudio Nunes, Antonio Sementa, Alfredo Versace                              |
| 3:                                    | 2                                                             | CW – Poland Cezary Balicki, Stanisław Gołębiowski, Wojciech Olański, Włodzimierz Starkowski, Adam Żmudziński, Jacek Pszczoła                     |
| 3:                                    | 3                                                             | Bcat – Italy Mario D'Avossa, Norberto Bocchi, Andrea Buratti, Giorgio Duboin, Guido Ferraro, Massimo Lanzarotti                                  |
| 2:                                    | 2003, 10..12 października, Rzym, (Włochy), 8 zespołów         | 2003, 10..12 października, Rzym, (Włochy), 8 zespołów                                                                                            |
| 2:                                    | 1                                                             | Parioli - Italy Francesco Angelini, Fulvio Fantoni, Lorenzo Lauria, Claudio Nunes, Antonio Sementa, Alfredo Versace                              |
| 2:                                    | 2                                                             | Herkules Stockholm – Sweden Fredrik Nyström, Per Olof Sundelin, Johan Sylvan, Peter Bertheau                                                     |
| 2:                                    | 3                                                             | Lombard Rotterdam – Netherlands Bas Drijver, Vincent Ramondt, Maarten Schollaardt, Berry Westra                                                  |
| 2:                                    | 7                                                             | Unia Winkhaus Leszno - Poland Rafał Jagniewski, Michał Kwiecień, Bogusław Pazur, Jacek Poletyło, Jacek Pszczoła, Marek Wójcicki                  |
| 1:                                    | 2002, 25..27 października, Warszawa, (Polska), 8 zespołów     | 2002, 25..27 października, Warszawa, (Polska), 8 zespołów                                                                                        |
| 1:                                    | 1                                                             | Włochy Norberto Bocchi, Giorgio Duboin, Guido Ferraro, Lorenzo Lauria, Maria Teresa Lavazza, Alfredo Versace                                     |
| 1:                                    | 2                                                             | Izrael Gilad Altschuler, Dawid Birman, Dani Kohen, Amir Lewin, Szelomo Zeligman, Uri Zwillinger                                                  |
| 1:                                    | 3                                                             | Norwegia Terje Aa, Per Erik Austberg, Jon-Egil Furunes, Glenn Grøtheim, Geir Helgemo, Tor Helness                                                |
| 1:                                    | 7                                                             | Polska Apolinary Kowalski, Mariusz Puczyński, Adam Ratyński, Jacek Romański, Jacek Turczynowicz, Piotr Tuszyński                                 |